# C.V. Bramsnæs
Carl Valdemar Bramsnæs (12. juni 1879 i Ågerup Sogn – 29. august 1965 på Frederiksberg) var en dansk socialdemokratisk politiker og nationalbankdirektør. Han var finansminister 1924-1926 og 1929-1933.
C.V. Bramsnæs var søn af husmand P. Christensen (død 1934) og hustru Marie C. (død 1935). Han blev udlært som typograf i Holbæk 1898, var elev på Askov Højskole 1899-1900 og 1900-1901, typograf i København til 1907, student (privat dimit.) 1908, cand.polit. 1914, blev ansat som assistent i det statistiske departement 1914, sekretær 1919, fuldmægtig 1923, lektor i socialpolitik ved Københavns Universitet 1921. Han blev finansminister i ministerierne Stauning 1924-26 og 1929-33, siden direktør i Nationalbanken 1933, kgl. direktør og formand for direktionen i Danmarks Nationalbank 1936-49.
Medlem af bestyrelsen for Typografernes Fagforening i København 1904-07, medlem af Frederiksberg Kommunalbestyrelse 1909-24, rådmand 1919-24, medlem af hovedbestyrelsen for Socialdemokratisk Forbund 1912-49; medlem af Landstinget 1918-39, af rigsdagsdelegationen til fredskonferencen i Paris 1919, af statsregnskabskommissionen 1921-26, af universitetskommissionen 1935 og af vareforsyningsrådet 1940-50; formand for produktions- og råstofkommissionen af 1937, medlem af repræsentantskabet for Danmarks Nationalbank fra 1949, af tilsynsrådet for Bikuben 1949 og af bestyrelsen for Det danske Stålvalseværk.
Regeringsdelegeret ved Den internationale Arbejdsorganisations konferencer 1919, 1922-39 og 1945-56, præsident for konferencen 1936; medl. af styrelsesrådet for Den internationale Arbejdsorganisation 1931-34, præsident for rådet 1933-34, medlem af Folkeforbundets økonomiske kommission 1933-36 og af sammes finansielle kommission 1936-39, præsident for kommissionen 1938-39; medlem af Board of Governors i Internationale Valutafond og Den internationale Bank i Washington D.C. 1946-50, medlem af Forenede Nationers ekspertkomité til udarbejdelse af finansplan for underudviklede lande 1953.
Medlem af Foreningen Nordens styrelse siden oprettelsen 1919, formand 1939 til 1960, formand for centralkomiteen for Finlandshjælpen 1940, formand for Det nordiske Regeringsudvalg for nordisk økonomisk samarbejde 1948-54.
Formand for Arbejdernes Oplysningsforbund i Danmark fra dets oprettelse i 1924 til 1949, derefter æresmedlem; formand for Arbejdernes Andels-Boligforening 1928-38, derefter æresmedlem; medlem af bestyrelsen for Rask-Ørsted Fondet 1928-45, vicepræsident i Dansk-Engelsk Selskab; medlem af bestyrelsen for Instituttet for Historie og Samfundsøkonomi og for Dansk Kunstmuseumsforening, medlem af styrelsen for Det udenrigspolitiske Selskab; medl. af Akademiet for de tekniske Videnskaber, medlem af det teknisk-videnskabelige forskningsråd, formand for Nationaløkonomisk Forening 1937-52, derefter æresmedlem af foreningen samt formand for stipendie-foreningen Studenternes Venner fra 1942. Tildelt Tietgen-medaljen 1952 og Fortjenstmedaljen af guld.
Han var gift med Henriette B., f. 6. september 1881 i Ruds Vedby.
I det historiske dokumentarprogrammet Det danske Guld, der handlede om Nationalbankens guld, og hvordan det blev sendt ud af landet inden Besættelsen, blev Bramsnæs portrætteret af den danske historiker og foredragsholder Kåre Johannessen. Programmet blev sendt første gang på DR K d. 9. april 2015.

## Udgivelser
- Taylorsystemet (1917)
- Karl Marx' økonomiske System (1918)
- Nutidens sociale Problemer (1921)
- Centralbankerne og Staten (mindeskrift for professor Axel Nielsen, 1952)
- Finanslov og Finansstyre 1894-1949 (1955)
- "Bikuben" i hundrede år (jubilæumsskrift for sparekassen »Bikuben«, 1957)